# Apple Records
Apple Records' er et pladeselskab grundlagt af The Beatles i 1968, som en afdeling af Apple Corps Ltd. Det var oprindeligt planen, at pladeselskabet skulle fungere som en kanal for Beatles' og enkeltmedlemmernes kreative produktioner samt en række yderligere artister, herunder Mary Hopkin, James Taylor, Badfinger og Billy Preston. I praksis viste det sig, at selskabet hovedsageligt udgav Beatles' udgivelser.
| Musik | Spire Denne musikartikel er en spire som bør udbygges. Du er velkommen til at hjælpe Wikipedia ved at udvide den. |